# Аллен, Льюис
Льюис Аллен (англ. Lewis Allen; 25 декабря 1905 — 3 мая 2000) — английский режиссёр театра, кино и телевидения, работавший главным образом в США.
Начав карьеру как театральный актёр, менеджер и режиссёр в Англии и в США, в 1941 году Аллен подписал контракт с голливудской киностудией «Парамаунт». C 1943 по 1959 год Аллен проработал кинорежиссёром в США, поставив за это время 18 полнометражных художественных фильмов.
В 1944 году Аллен поставил свой первый полнометражный фильм «Незваные», «одну из самых любимых голливудских историй о привидениях». Наибольшего успеха Льюис добился как постановщик плотных, жёстких нуаровых мелодрам, таких как «Ярость пустыни» (1947), «Чикагский предел» (1949) и «Свидание с опасностью» (1951), «Внезапный» (1954) и «Беззаконие» (1955).
Во второй половине 1950-х годов Аллен перешёл на телевидение, где до середины 1970-х годов работал над многими из самых популярных сериалов и программ.

## Первые годы жизни. Театральная карьера
Льюис Аллен родился 25 декабря 1905 года в небольшом английском городке Оукенгейтс, графство Шропшир, в семье швейника. После окончания колледжа Аллен в течение четырёх лет служил на торговом флоте, а затем стал актёром и театральным менеджером, сначала работая у Рэймонда Мэсси, а затем — у известного импресарио и режиссёра Гилберта Миллера, занимаясь подготовкой его театральных постановок в Вест-Энде и на Бродвее.
Как театральный режиссёр Аллен поставил более 30 спектаклей на Бродвее и в Лондоне, включая успешную бродвейскую постановку пьесы «Королева Виктория» с Хелен Хейс и Винсентом Прайсом, после чего глава студии «Парамаунт» Бадди Г. Де Силва переманил его в Голливуд.

## Карьера в кино
После своей последней лондонской театральной постановки в 1941 году, Аллен заключил контракт с «Парамаунт», где в течение трёх лет работал стажёром. В 1943 году Аллен поставил свою первую картину, пропагандистскую короткометражку, после чего в 1944 году ему была предоставлена возможность поставить свой первый полнометражный фильм.
Удачным режиссёрским дебютом Аллена стала картина «Незваные» (1944) по мистическому роману-бестселлеру Дороти Макардл. Действие этой пугающе-холодной атмосферической истории о привидениях происходит на туманном побережье юго-восточной Англии, в главных ролях сыграли Рэй Милланд, Рут Хасси и Гэйл Расселл. «С помощью намёков Аллену блистательно удалось передать неуловимое присутствие зла, не пытаясь изобразить его. Фильм был редким для Голливуда образцом серьёзного фильма о привидениях», в отличие от обычных для того времени комедий на эту тему. Этот фильм «стал одной из лучших и самых убедительных историй о приведениях, которая когда-либо вышла из американской студии». Он был принят очень благоприятно, а со временем обрёл статус классики. «Сегодня любители кино восхваляют его, отмечая, прежде всего, игру Расселл, атмосферу и музыку картины». За свою работу в этом фильме оператор Чарльз Лэнг был удостоен номинации на «Оскар».
Успех фильма побудил к немедленному созданию продолжения, однако саспенс-триллер «Невидимое» (1945), где «Аллен попытался повторить свой успех с ещё одной картиной о „старом тёмном доме“», в котором главную роль вновь сыграла «темноволосая красавица» Гейл Расселл, откровенно разочаровал.
По контрасту с этими картинами Аллен поставил две картины в более лёгком жанре: забавную комедию «Наши сердца были молоды и веселы» (1944) с Гэйл Расселл и романтическую историю военного времени «Те милые прелести молодости» (1945), построенную вокруг очарования Лорейн Дэй и Роберта Янга. За ними последовала романтическая комедия «Идеальный брак» (1947) с Дэвидом Нивеном и Лореттой Янг и мелодрама «Дама, далёкая от совершенства» (1947) с Рэем Милландом и Терезой Райт.
После этого Аллен поставил несколько увлекательных фильмов нуар, первым из которых стал «Ярость пустыни» (1947). По мнению Рональда Бергана, «среди всех фильмов Аллена этот был самым интересным и самым абсурдным, содержа совершенно необычные для кино того времени намеки на гомосексуализм. В этой мелодраме, снятой в ослепительных цветах Текниколора, героиня Лизабет Скотт влюбляется в азартного игрока (Джон Ходяк), у которого когда-то был роман с её матерью (Мэри Астор в её лучшей ведьминской роли), в то время как его напарник (Уэнделл Кори) одержим страстью к нему».
В 1948 году Аллен вернулся в Великобританию для работы над шикарным криминальным триллером «Такая злая, любовь моя» (1948), действие которого происходит в викторианском Лондоне. Милланд вновь сыграл главную роль, на этот раз отъявленного мерзавца, разрушающего жизни Энн Тодд и Джеральдин Фицджеральд. Позднее Аллен говорил, что работа с Милландом доставляла ему огромное удовольствие. Они вновь работали вместе на фильме «Запечатанный приговор» (1948), тропической драме о преследовании нацистских военных преступников в американской зоне оккупации послевоенной Германии.
Большинство своих фильмов Аллен поставил на студии «Парамаунт», в двух из них сыграла главная звезда студии того времени Алан Лэдд «в своей обычной героической манере». В нуаре «Чикагский предел» (1949) газетный репортёр в его исполнении ведёт расследование самоубийства молодой девушки, открывая всё новые страшные и неожиданные подробности этого дела. А в детективном нуаре «Свидание с опасностью» (1951) Лэдд расследует убийство детектива почтовой службы, раскрывая преступный план похищения у почтового ведомства миллиона долларов.
Став фри-лансером в начале 1950-х годов, Аллен поставил на студии «Коламбиа» катастрофический биопик «Валентино» (1951) о звезде немого кино, который содержал слишком много вымысла, отличался слабым отражением исторической ситуации и неудачным выбором Энтони Декстера на роль главного героя, в итоге став одной из самых больших неудач режиссёра.
Аллен в полной мере восстановился после потенциально убийственного для его карьеры «Валентино», поставив «Внезапный» (1954), плотный, насыщенный саспенсом клаустрофобический триллер о покушении на президента США, с Фрэнком Синатрой в одной из его лучших драматических ролей в качестве хладнокровного, психопатического профессионального убийцы. «Аллен последовательно наращивал напряжение в картине, доведя его до убедительной, но предсказуемой кульминации». Кинокритик Босли Кроутер высоко оценил режиссёрскую работу Аллена как «создающую волнение и наполненную смыслом».
В 1955 году Аллен поставил два фильма нуар с участием Эдварда Робинсона — «Пуля для Джои» и «Беззаконие». В «Пуле для Джои» (1955), рассказывающей о попытке гангстеров по заказу коммунистов похитить знаменитого учёного, «Аллен столкнул друг с другом двух самых известных гангстеров кинематографа. На этот раз Эдвард Робинсон был на стороне закона, а Джордж Рафт дал порядком потрёпанную трактовку крутого гангстера. Но лучшие годы для обеих звёзд уже были позади; единственной необычной чертой этого фильма было то, что его действие происходило в Канаде». В криминальной судебной драме «Беззаконие» (1955) Робинсон сыграл бывшего окружного прокурора, ставшего адвокатом и в этом качестве защищающего свою бывшую подчинённую и близкую знакомую (Нина Фох), которую несправедливо обвинили в связях с мафией.
В промежутке между киноработами 1950-х годов Аллен нашёл время для постановки 7 серий телеантологии «Театр Этель Барримор» (1956), 14 серий телеантологии «Час Двадцатого века Фокс» (1955—57) и 6 серий телеантологии «Телефонное время» (1956—57).
После этого Аллен снял всего два фильма, оба в Европе. В Британии Аллен поставил мыльную мелодраму военного времени «Другое время, другое место» (1958), в которой американская корреспондентка в Британии (Лана Тёрнер) переживает глубокий нервный срыв и пытается справиться со своим горем после гибели в авиакатастрофе её возлюбленного, молодого британского журналиста (Шон Коннери). Фильм имел финансовый успех во многом по причине скандала, который разразился в связи со смертью тогдашнего любовника Тёрнер, гангстера Джонни Стомпанато, зарезанного 14-летней дочерью Тёрнер от первого брака. Последним фильмом Аллена стала драма «Водоворот» (1959), рассказывающая о женщине в бегах (Жюльетт Греко на вершине своей карьеры), действие которой происходит в Германии.

## Карьера на телевидении
Начиная со второй половины 1950-х годов, Аллен большей частью занимался постановкой фильмов для телевидения, среди них «Перри Мейсон» (1958—61, 3 серии), «Стрелок» (1959—60, 5 серий), «Детективы» (1961—62, 6 серий), «Мошенники» (1966, 6 серий), «ФБР» (1966—68, 3 серии), «Беглец» (1967, 2 серии), «Миссия невыполнима» (1967—73, 4 серии), а также 42 серии телевестерна «Бонанза» в 1960-73 годах. В 1977 году Аллен вышел на пенсию.

## Личная жизнь
Аллен был женат дважды, в первом браке у него был один ребёнок.
Аллен умер в Санта-Монике, Калифорния, 3 мая 2000 года в возрасте 94 лет.

## Фильмография

### Художественные фильмы
- 1944 — Незваные / The Uninvited
- 1944 — Наши сердца были молоды и веселы / Our Hearts Were Young and Gay
- 1945 — Те милые прелести молодости / Those Endearing Young Charms
- 1945 — Невидимое / The Unseen
- 1947 — Идеальный брак / The Perfect Marriage
- 1947 — Дама, далёкая от совершенства / The Imperfect Lady
- 1947 — Ярость пустыни / Desert Fury
- 1948 — Такая злая, любовь моя / So Evil My Love
- 1948 — Запечатанный приговор / Sealed Verdict
- 1949 — Чикагский предел / Chicago Deadline
- 1951 — Валентино / Valentino
- 1951 — Свидание с опасностью / Appointment with Danger
- 1952 — На кончике шпаги / At Sword’s Point
- 1954 — Внезапный / Suddenly
- 1955 — Пуля для Джои / A Bullet for Joey
- 1955 — Беззаконие / Illegal
- 1958 — Другое время, другое место / Another Time, Another Place
- 1959 — Водоворот / Whirlpool
- 1963 — Решение в полночь / Decision at Midnight